# Sertularia pyriformis
Sertularia pyriformis är en nässeldjursart som beskrevs av John Fraser 1936. Sertularia pyriformis ingår i släktet Sertularia och familjen Sertulariidae. Inga underarter finns listade i Catalogue of Life.